# بيرت أشبي
بيرت أشبي (بالإنجليزية: Bert Ashby)‏ هو لاعب كرة قدم أسترالية أسترالي، ولد في 23 يناير 1909 في ليستر في المملكة المتحدة، وتوفي في 24 أغسطس 1993 في Hawthorn, Victoria ‏ في أستراليا.

## وصلات خارجية
- بيرت أشبي على موقع AustralianFootball.com (الإنجليزية)
- بيرت أشبي على موقع AFLtables.com (الإنجليزية)